# هيرويوكي نيشيجيما
هيرويوكي نیشیجیما (باليابانية: 西嶋 弘之) (7 أبريل 1982 في شيكي كيتاكاتسوراغي في اليابان – )؛ هو لاعب كرة قدم ياباني سابق كان يلعب كمدافع.

## وصلات خارجية
- هيرويوكي نيشيجيما على موقع رابطة كرة القدم اليابانية للمحترفين (اليابانية)
- هيرويوكي نيشيجيما على موقع قاعدة بيانات كرة القدم.إي يو (الإنجليزية)
- هيرويوكي نيشيجيما على موقع Soccerway.com (الإنجليزية)
- هيرويوكي نيشيجيما على موقع عالم كرة القدم.نت (الإنجليزية)